# UFC 206
UFC 206：霍洛威对佩蒂斯（UFC 206: Holloway vs. Pettis）是终极格斗冠军赛（UFC）主办的一场综合格斗赛事，于2016年12月10日在加拿大多伦多的加拿大航空中心举行。

## 结果
1. ↑  UFC羽量级临时冠军战